# O tjom govorjat muzjtjiny. Prodolzjenije
O tjom govorjat muzjtjiny. Prodolzjenije (russisk: О чём говорят мужчины. Продолжение) er en russisk spillefilm fra 2018 af Fljuza Farkhsjatova.

## Medvirkende
- Leonid Barats som Lyosha
- Aleksandr Demidov som Sasja
- Rostislav Khait som Slava
- Kamil Larin som Kamil
- Mikhail Prokhorov